# Colletes hicaco
Colletes hicaco är en biart som beskrevs av Genaro 2003. Colletes hicaco ingår i släktet sidenbin, och familjen korttungebin. Inga underarter finns listade i Catalogue of Life.